# Academia Quintana
El Academia Quintana F.C. es un club de fútbol puertorriqueño de la ciudad de San Juan. Fundado en 1969, es uno de los clubes de fútbol más antiguos de Puerto Rico. Actualmente milita en la Liga Puerto Rico desde 2019.
Tienen un equipo reserva, que compite en la Liga Nacional. El primer equipo juega en el Estadio Hiram Bithorn, que comparte con el club Atléticos de San Juan.

## Historia
El club fue fundado en 1969, y jugaba en un campo de béisbol. El nombre del equipo viene de un proyecto de vivienda pública, también conocido como Residencial César Cordero, en el que vivían varios de los jugadores. El equipo ha ganado 15 títulos nacionales durante sus cuatro décadas de existencia, lo que lo convierte en el equipo más exitoso de Puerto Rico.

### Puerto Rico Soccer League

#### Temporada 2008
Antes de comenzar la temporada el club tuvo varios encuentros contra equipos universitarios. Academia Quintana debutó el 5 de julio de 2008 contra Tornados de Humacao, con una victoria por 5-0. En su segundo partido, contra Atléticos de San Juan, el equipo perdió por tres goles a dos. Teniendo un buen torneo, el equipo falla al llegar a la postemporada por 6 puntos. Obtuvo 19 puntos en total. Al cerrar la temporada regular, el equipo ganó tres partidos y perdió dos.[cita requerida]

#### Temporada 2009
El equipo comenzó la temporada con una derrota por 2-1 contra los Gigantes de Carolina. Termina la temporada en sexto lugar, y pierde en los play-off.

## Estadio

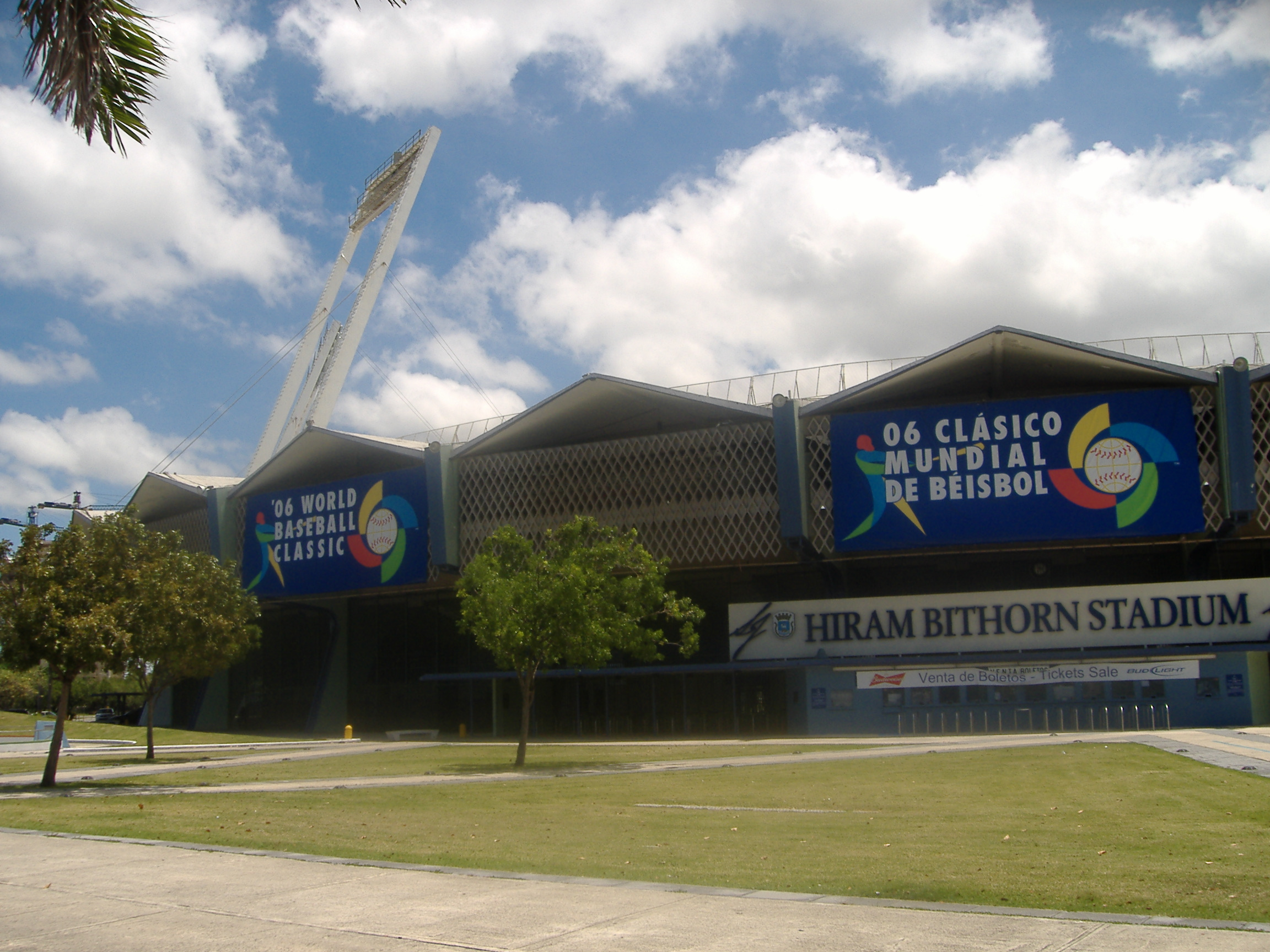
Estadio Hiram Bithorn, en el que juega como local el equipo.

El equipo juega sus partidos como local en el estadio Hiram Bithorn, que comparte con el Atlético de San Juan.
| Temporada | Posición |
| --------- | -------- |
| 2008-09   | 5.º      |
| 2009-10   | 6.º      |

## Directiva
Actualizado a 5 de enero de 2012.
| Presidente     | Benjamín Martínez    |
| Vicepresidente | Norman Morales       |
| Tesorero       | Francisco Castellano |
| Secretaria     | Doris Sánchez        |

## Palmarés

### Torneos nacionales
- Torneo Nacional Superior (6): 1995/96, 1996/97, 1997/98, 1999/00, 2000/01, 2001/02
- Liga Mayor de Fútbol Nacional (1): 2005
- Liga Metropolitana Fútbol de Puerto Rico (1): 2008
- Subcampeón del Torneo Nacional Superior (1): 1998/99
- Subcampeón del Campeonato Nacional de Fútbol de Puerto Rico (1): 2006